# Oncopsis variabilis
Oncopsis variabilis är en insektsart som beskrevs av Fitch 1851. Oncopsis variabilis ingår i släktet Oncopsis och familjen dvärgstritar. Inga underarter finns listade i Catalogue of Life.